# Фінікійський корабель
Фінікійський корабель (рос. Финикийский корабль) — перша історична повість, написана російськомовним радянським письменником українського походження Василем Яном в 1931 році. У "Фінікійському кораблі" В. Ян описує морську подорож фінікійців із Сідону до "Щасливих островів" (Канарські острови). Повість складається із п'яти частин, кожна з яких поділена на декілька пунктів. Як і інші історичні повісті вона містить вигадані події, які автор наповнив достовірним історичним змістом, відтворивши історію Фінікії і її колоній за іншими джерелами, які дійшли до нас — за творами карфагенських і греко-римських авторів і перш за все по Біблії.
В повісті "Фінікійський корабель" відобразились ідеї, котрі В.Ян буде розвивати у своїх наступних художніх творах. 
Будучи соцреалістом, в своїй першій історичній повісті В. Ян ідеалізує "простий народ" — вони є носіями мудрості та активними борцями за кращу долю. Їх антагоністами В. Ян робить "панівний клас" — царів, жерців, урядовців, купців. Він зображає їх тиранами, себелюбцями, фанатиками, які готові на будь-що заради задоволення своїх інтересів.

## Головні персонажі
Головними героями повісті є:
- Елісар — хлопець, який розшукує батька;
- Ам-Лайлі[2] — мати Елісара;
- Софер — старий мудрець;
- Гамаліель — друг Елісара;
- Макар — купець;
- Лала-Зор — пірат;
- Бен-Кадех — стерновий (керманич) корабля.

## Історична основа
Події в повісті розгортаються в період правління легендарних біблійних царів Соломона і його сина Ровоама та Хірама І Великого (цар Тіру і Біблу). Автор вкладає в уста своїх героїв оригінальні трактування ролі цих постатей в історії. На основі історичних джерел детально описується вірування, побут, заняття фінікійців. Після прибуття фінікійців на "Щасливі острови" (Канари) автор розповідає про народ гуанчі, який був завойований іспанцями в 1402-1496 роках.

## Сюжет
В центрі повісті — образи фінікійського хлопчика Елісара, його вчителя і друга мудрого старця Софера, безжалісного пірата, хижака морів Лала-Зора. У кожного з цих героїв мандрів своя ціль: Елісар шукає батька, теслю Якіра, посланого на роботи в Єрусалим і який потім пропав безвісти. Старий Софер відшукує «людей, котрі не творять несправедливості і не пригнічують слабких». Пірат Лала-Зор нишпорить по морях в жадобі наживи. Дії повісті переносять читача в стародавні легендарні країни і міста — Сідон, Єрусалим, Карфаген, на Щасливі острови, в країну Канар. Четвертий пункт першого розділу, дає можливість вивчити разом з героєм фінікійську азбуку, розуміти фінікійське письмо.

### Частина перша. Подорожній на білій ослиці
Історична повість розпочинається із буденної сцени звичайної фінікійської сім’ї. Мати (Ам-Лайлі) будить сина (Елісара) до сніданку та щоб він йшов до господаря-гончаря, проте він не хоче вставати — йому тепло в овечій шкурі і старому батьковому плащі. Проте цю буденну сцену перервав несподіваний голос за дверима. Це був старий подорожній (Софер), який згодом змінить усе життя хлопця. Елісар є учнем гончаря, він вміє обробляти глину. Це стало в пригоді Соферу, якому були потрібні світильник та таблички для письма. Разом із ним Елісар навчається письму. Автор детально описує це, тож читач має нагоду навчитись розуміти стародавнє фінікійське письмо. Згодом Елісар вирушає разом зі старим в місто Сідон. Кожен з них хоче здійснити свою мрію. В цьому місті вони зустрічаються з купцем (Макаром), який дає відповіді на запитання які цікавлять головних героїв: чи відправить він свої кораблі за стовпи Мелькарта (в країну Канар), а також, де шукати Якіра, батька Елісара. Автор подає своє бачення ролі в історії царів Хірама і Соломона.

### Частина друга. Де багато золота — багато печалі
На світанку корабель "Кокаб-Цафон" ("Північна Зоря") повинен був відправитись у подорож вздовж фінікійського берега, тому Елісар з матір'ю ще звечора прийшли у гавань. Там також розмістились моряки, тож хлопчик став слухати їхні історії, зокрема, про морських корів та пірата Лала-Зора. Та настав час розлуки. Мати міцно обняла сина та наказала йому знайти батька та швидше повертатись додому. Він піднявся на корабель, запрацювали гребці і швидке судно відправилось у подорож. Елісар зі старим розмістився на передній палубі корабля. Раптом він зауважив, що з одного із мішків, що лежали поряд висунулась рука, яка набирала до себе стиглі смокви. Це був Гамаліель, друг Елісара. Його приніс на корабель чоловік зі шрамом, щоб потім продати в рабство.
Подорожні вирішили зупинитись в місті Яфо а потім в Єрусалимі, який Софер назвав "містом золота і сліз", щоб дізнатись про долю батька. В цьому місті автор описує вигадану розмову старого із царем Соломоном і його сином Ровоамом. Після цього вони вирушили в дім Маллуха, управлінця Макара, який був присмерті. Старий вилікував його і коли той заснув, хлопець знайшов в його речах мідну пластинку з посланням від батька. В цьому посланні він описав, що доля занесла його в країну Канар. Хлопець вирішив стати моряком, щоб врятувати батька.

### Частина третя. Лала-Зор, гроза морів
Хлопець з дідусем відправились назад в Яфо. Вони примкнули до каравану царя Соломона з подарунками Хіраму, і на вечір наступного дня були в Яфо. Прибувши в це місто подорожні одразу ж попрямували до свого корабля. Корабель поплив назад, на північ, в місто Сідон. Настала ніч і старий взявся розказувати хлопцю про сузір'я. Раптом він побачив що Північна зірка опинилась проти правого борту, це означало, що корабель пливе у відкрите море. Хлопець вирушив до корми і побачив як стерновий Бен-Кадех бореться з трьома нападниками. Вони повалили його і зв'язали. Тоді замість стернового з'явився інший чоловік. Це був Лала-Зор. Пірати захопили корабель та попрямували на обох кораблях до свого острова. Там вони кинули Бен-Кадеха до темниці а самі почали святкувати до ночі — пити вино, танцювати, співати веселі пісні. Коли Елісар прокинувся, усі ще спали. Він схопив ножа та побіг звільняти Бен-Кадеха. Звільнений стерновий не гаяв часу. Разом із іншими в'язнями він відштовхнув корабель. Втікачі благополучно зникли з лігва піратів.

### Частина четверта. Карфаген
Відчайдушно борючись з примхами природи, мандрівники пливли далі. Одного дня Елісар помітив Меремота (поплічника Лала-Зора), який сховався під палубою. Його було вирішено прив'язати до щогли. На горизонті з'явилось місто Карфаген. Коли моряки прив'язали корабель до стовпа на набережній, до них підійшов чиновник з воїнами. Бен-Кадех сказав хто хазяїн корабля і звідки він пливе. Проте зрадник Меремот закричав, що всі вони пірати. Воїни розв'язали його і він пішов разом з начальником, який наказав всім повернутись на корабель і залишив біля корабля воїнів щоб стерегти мандрівників до початку суду. Всі товариші зібрались навколо Софера та почали обговорювати, що робити. Софер згадав свого друга Сунханіафона та вирішив передати йому листа. Раптом до них підійшов один з воїнів і повідомив, що їх всіх розіпнуть, та запропонував в обмін на дорогий плащ принести смачної їжі. Воїн повернувся зі слугою який ніс на голові кошик з хлібом, цибулею, лимонами і м'ясом. Коли їжу витягнули, Бен-Кадех шепнув Елісару щоб той лягав у корзину і не ворушився. Він мав передати листа другу Софера. Випадково Елісар почув молитви жінки, яка розшукувала свого сина. Йому стало жаль жінки і він підбіг до неї. Це почув жрець, який оголосив що бог Ваал зробив чудо, він не хотів слухати що ця жінка не його мати і відвів хлопця до мудреця. Так Елісар потрапив до мудреця Суханіафона. Прочитавши листа, мудрець пішов до шофета, який в гніві наказав начальнику гавані звільнити мирних подорожніх. Наступного дня Елісар проснувся і побачив таких як він хлопців. Раптом до кімнати Зайшов Сунханіафон і почав проводити урок, та його перервала поява Софера. Радіючи появі друга Сунханіафон відпустив хлопців, наказавши показати Елісару місто і дав йому шматочок срібла. За нього хлопці купили собі фініки та яблука. Коли Елісар повернувся до корабля, то побачив, що Кокаб-Цафон витягнули на берег, поставили на опори і робітники ремонтували його для подорожі по Зовнішньому морю. Коли корабель було відремонтовано звідусіль туди почали сходитись люди, які хотіли поїхати в країну Канар. Того дня у гавань прибув корабель Лала-Зора, який теж прагнув поїхати в цю країну.

### Частина п'ята. "Нас терпіли смерті..."
Вранці наступного дня усі кораблі вирушили в бік стовпів Мелькарта. На ніч вони приставали до берега. На одинадцятий день ескадра припливла до вузької протоки, що відділяла Африку від Іберії. Під час подорожі Елісар знайшов нового друга — Бігвая, який виявився хлопцем, якого розшукувала мати в Карфагені. Після того як Елісар описав свою зустріч з матір'ю хлопця, вони ще більше подружились. На одному кораблі з ними плив зрадник Меремот. На одній із зупинок до команди Кокаб-Цафона приєдналось двоє людей Лала-Зора. Вони наказали Соферу й Елісару спуститись в трюм. Більше, до кінця подорожі, вони на палубу не виходили, та Бігвай розказував кожного дня, що творилось під час зупинок. Сорок днів після того як ескадра залишила стовпи Мелькарта вони прибули в країну Канар. Купці задумали зробити обмін речами. Та результати обміну з жителями цієї країни їх не задовільнили. Лала-Зор задумав зробити ще один обмін з місцевим населенням та влаштувати на них засідку. Проте на наступний день ті, хто був у засідці зникли, а на місці обміну були сліди боротьби. Лала-Зор вирішив піти війною на столицю цієї країни. Воїни взяли з собою Софера і Елісара. Згодом показались стіни міста. Коли воїни увійшли в нього то побачили що його покинули жителі та почали грабувати це місто. Старий із хлопчиком, тим часом, пішли на головну площу міста, де побачили будинки, схожі на Сідонські. Хлопець одразу подумав, що їх міг робити його батько. Посеред площі був склеп, в яких в Сідоні хоронять людей. В ньому була тонка мідна пластинка, в якій йшлося про те, що батько Елісара уже відправився додому. Раптом із кущів на людей Лала-Зора напали люди, розмальовані білими і червоними лініями. Моряки змушені були тікати. Так закінчився набіг на країну Канар. Першими відчалили корабель Лала-Зора і Кокаб-Цафон. Пірати почали гнатись за кораблем Бен-Кадеха проте. Вони продовжували погоню довгі дні і одної ночі на два корблі напали морські чудовиська, які затопили корабель Лала-Зора, а команда Кокаб-Цафона перемогла морське чудовисько. На наступний день після цього випадку мандрівники побачили на горизонті Щасливі острови. Висадившись, вони вирішили вести себе дружньо. Невідомі люди обережно наближались, а старший з них підійшов до Софера. Софер показавши на своїх людей сказав "Бені-Анат", а вождь остров'ян сказав "Уанчі". Їх мова була схожа на мову берберів. Вранці наступного дня уанчі принесли фрукти, а їх вождь проколов ножем дерево і з нього потік яскраво-червоний сік. Воно було символом єдності цього народу. Після ритуалу з муміями Софер вирішив залишитись із цими людьми назавжди. Ніхто крім Софера не захотів залишитись на острові. Він подарував Елісару на прощання свою білу ослицю та плащ. Коли корабель повернувся в Середземне море, хлопець почав мріяти про свій дім, про матір і батька, про своїх друзів. На цьому закінчується повість про дивовижні пригоди моряка в країну Канар і на Щасливі острови.